# ۹۹۹ (میلادی)
۹۹۹ (میلادی) نهصد و نود و نهمین سال تقویم میلادی است.

## رویدادها
- در چین، امپراتور شنگ‌زونگ از دودمان لیائو حمله‌های سالانه به دودمان سونگ را آغاز کرد.
- فرمانروایی سامانی با حملات آل افراسیاب از شمال سیردریا پایان یافت.
- ۲ آوریل - سیلوستر دوم در مقام پاپی جایگزین گریگوری پنجم شد.

## درگذشتگان
- ۱۸ فوریه -پاپ گریگوری پنجم
- ۱۶ دسامبر - قدیس آدلاید ایتالیا

‎